# Velleda Cesari
Velleda Cesari (* 15. Februar 1920 in Bologna; † 4. Mai 2003 in Genua) war eine italienische Florettfechterin.

## Erfolge
Velleda Cesari erzielte sämtliche internationalen Erfolge mit der Mannschaft. Bei Weltmeisterschaften gewann sie zwischen 1947 und 1955 vier Bronzemedaillen, sowie 1954 in Luxemburg Silber. 1957 in Paris wurde sie mit der Mannschaft Weltmeisterin. Darüber hinaus nahm Cesari an vier Olympischen Spielen teil. 1948 in London belegte sie den siebten Rang, während sie 1952 in Helsinki und 1956 in Melbourne jeweils in der ersten Runde ausschied. Bei den Olympischen Spielen 1960 in Rom wurde sie lediglich im Mannschaftswettbewerb eingesetzt. Nachdem das Halbfinale gegen Ungarn mit 3:9 verloren wurde, gewann die italienische Equipe gegen Deutschland das Gefecht um den dritten Platz. Gemeinsam mit Irene Camber, Claudia Pasini, Bruna Colombetti und Antonella Ragno-Lonzi erhielt sie damit die Bronzemedaille.